# ストライキ (1912年の映画)
『ストライキ』(Strike) は、ジョージ・ヤングが監督したオーストラリアの映画。ヤングにとって最後の監督作品であったが、現在では失われた映画とされている。また、オーストラリアにおいて、初めて労働者の姿を本格的に描いた映画作品であった。

## あらすじ
とある外国人フォン・ヘク (Von Haeke) は、鉱山主の娘を誘惑し、彼女の家に出入りして父親の金を盗もうと企てる。彼は、娘と結婚するという運びになるが、そこへ彼に捨てられた妻が現れ、彼の正体が明らかになる。企てが破れたフォン・ヘクは、腹いせに労働者たちをけしかけてストライキを起こさせ、娘を誘拐して水没した坑道に閉じ込める。ヒーローのジャックが娘の危機を救うのに間に合い、格闘してフォン・ヘクを倒す。フォン・ヘクは崖から転落して落命し、ジャックは娘と結婚する。

## 制作
この映画の一部は、1912年1月にイラワラなど、ニューサウスウェールズ州の炭鉱で撮影された。

## 公開
この作品は、「有名な作家 (the well-known author)」キャスパー・ミドルトン (Casper Middleton) に示唆を受けて制作されたと宣伝された。1912年1月には、公開が当初予定より遅れるとの告知がなされ、実際に公開されたのは3月になってからとなった。
公開は、シドニーで限定的に行われただけであった。